# Arcidiocesi di Medan
L'arcidiocesi di Medan (in latino Archidioecesis Medanensis) è una sede metropolitana della Chiesa cattolica in Indonesia. Nel 2021 contava 543.215 battezzati su 19.526.957 abitanti. È retta dall'arcivescovo Kornelius Sipayung, O.F.M.Cap.

## Territorio

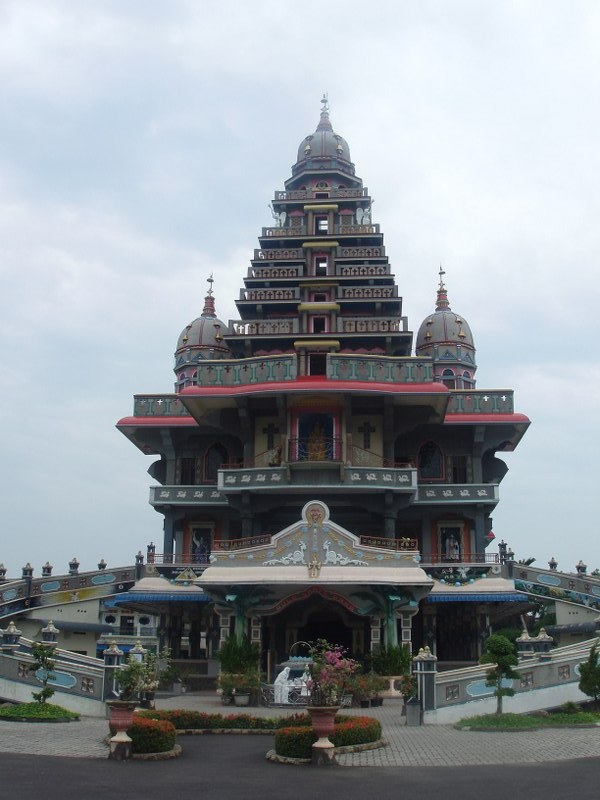
Graha Maria Annai Velangkanni

L'arcidiocesi comprende per intero la provincia indonesiana di Aceh e gran parte di quella di Sumatra Settentrionale nell'isola di Sumatra.
Sede arcivescovile è la città di Medan, dove si trova la cattedrale dell'Immacolata.
Il territorio si estende su 110.804 km² ed è suddiviso in 63 parrocchie.

### Provincia ecclesiastica
La provincia ecclesiastica di Medan, istituita nel 1961, comprende due suffraganee:
- la diocesi di Padang, eretta come prefettura apostolica nel 1952, elevata al rango di diocesi nel 1961;
- la diocesi di Sibolga, eretta come prefettura apostolica nel 1959, elevata al rango di diocesi nel 1961.

La provincia ecclesiastica si estende sulla parte centro-settentrionale dell'isola di Sumatra.

## Storia
La prefettura apostolica di Sumatra fu eretta il 30 giugno 1911 con il decreto Sumatram insulam di Propaganda Fide, ricavandone il territorio dal vicariato apostolico di Batavia (oggi arcidiocesi di Giacarta).
Il 27 dicembre 1923 in forza del breve Cum propagationi di papa Pio XI cedette porzioni del suo territorio a vantaggio dell'erezione delle prefetture apostoliche di Benkoelen (oggi arcidiocesi di Palembang) e di Bangka e Biliton (oggi diocesi di Pangkalpinang) e contestualmente assunse il nome di prefettura apostolica di Padang, città dove aveva sede il prefetto apostolico.
Il 18 luglio 1932 in forza del breve Ut aucto dello stesso papa Pio XI la prefettura apostolica fu elevata a vicariato apostolico, che il 23 dicembre 1941 assunse il nome di vicariato apostolico di Medan, in seguito al trasferimento della sede prefettizia.
Il 19 giugno 1952 e il 17 novembre 1959 cedette altre porzioni di territorio a vantaggio dell'erezione delle prefetture apostoliche rispettivamente di Padang e di Sibolga (oggi entrambe diocesi).
Il 3 gennaio 1961 il vicariato apostolico è stato elevato al rango di arcidiocesi metropolitana con la bolla Quod Christus di papa Giovanni XXIII.
Il 28 agosto 2016 in un attentato nella chiesa di San Giuseppe a Medan un uomo ha fatto esplodere una bomba e successivamente ha accoltellato al braccio il celebrante, provocando quattro feriti.

## Cronotassi dei vescovi
Si omettono i periodi di sede vacante non superiori ai 2 anni o non storicamente accertati.
- Liberatus Cluts, O.F.M.Cap. † (24 maggio 1912 - 23 aprile 1921 deceduto)
- Mathias Leonardus Trudon Brans, O.F.M.Cap. † (22 luglio 1921 - 12 maggio 1954 dimesso)
- Antoine Henri van den Hurk, O.F.M.Cap. † (1º gennaio 1955 - 24 maggio 1976 dimesso)
- Alfred Gonti Pius Datubara, O.F.M.Cap. (24 maggio 1976 - 12 febbraio 2009 ritirato)
- Anicetus Bongsu Antonius Sinaga, O.F.M.Cap. † (12 febbraio 2009 succeduto - 8 dicembre 2018 ritirato)
- Kornelius Sipayung, O.F.M.Cap., dall'8 dicembre 2018

## Statistiche
L'arcidiocesi nel 2021 su una popolazione di 19.526.957 persone contava 543.215 battezzati, corrispondenti al 2,8% del totale.
| anno | popolazione | popolazione | popolazione | presbiteri | presbiteri | presbiteri | presbiteri                | diaconi | religiosi | religiosi | parrocchie |
| anno | battezzati  | totale      | %           | numero     | secolari   | regolari   | battezzati per presbitero | diaconi | uomini    | donne     | parrocchie |
| ---- | ----------- | ----------- | ----------- | ---------- | ---------- | ---------- | ------------------------- | ------- | --------- | --------- | ---------- |
| 1950 | 35.524      | 6.000.000   | 0,6         | 48         | 1          | 47         | 740                       |         | 21        | 101       | 243        |
| 1969 | 173.316     | 6.710.000   | 2,6         | 79         | 1          | 78         | 2.193                     |         | 160       | 275       | 31         |
| 1980 | 269.146     | 7.600.000   | 3,5         | 102        |            | 102        | 2.638                     |         | 195       | 361       |            |
| 1990 | 367.694     | 10.010.264  | 3,7         | 110        | 8          | 102        | 3.342                     | 1       | 221       | 377       | 42         |
| 1999 | 458.352     | 15.225.000  | 3,0         | 118        | 17         | 101        | 3.884                     |         | 342       | 600       | 43         |
| 2000 | 469.498     | 15.525.000  | 3,0         | 131        | 18         | 113        | 3.583                     |         | 317       | 613       | 43         |
| 2001 | 483.229     | 12.025.924  | 4,0         | 135        | 18         | 117        | 3.579                     |         | 245       | 622       | 43         |
| 2002 | 491.272     | 14.598.544  | 3,4         | 141        | 20         | 121        | 3.484                     |         | 275       | 812       | 43         |
| 2003 | 496.836     | 14.486.364  | 3,4         | 150        | 23         | 127        | 3.312                     |         | 293       | 710       | 43         |
| 2004 | 501.079     | 14.389.898  | 3,5         | 147        | 22         | 125        | 3.408                     |         | 372       | 732       | 44         |
| 2013 | 549.175     | 17.812.709  | 3,1         | 240        | 40         | 200        | 2.288                     |         | 411       | 807       | 52         |
| 2016 | 531.703     | 18.516.980  | 2,9         | 282        | 49         | 233        | 1.885                     |         | 343       | 710       | 59         |
| 2019 | 533.700     | 19.170.000  | 2,8         | 346        | 56         | 290        | 1.542                     |         | 378       | 1.190     | 60         |
| 2021 | 543.215     | 19.526.957  | 2,8         | 365        | 54         | 311        | 1.488                     |         | 468       | 1.559     | 63         |